# Дзомаг
Дзомаг  (осет. Дзомагъ, груз. ჯომაგა — Джомага) — общее название всех селений Дзомагского ущелья. Расположено на крайнем северо востоке Дзауского района частично признанного государства Южная Осетия (или, по законам Грузии, в Джавском муниципалитете).

## Этимология
Происхождение ойконима Дзомагъ остается неясным. Местные жители уверяют, что название села происходит от имени Цомахъ — по имени представителя фамилии Джикаевых (осет. Джыггайтæ), первым поселившегося в Дзомаге.
Существует версия, согласно которой Дзомагъ можно разложить на Дзо + магъ. Не исключено, что в комониме Магъ скрывается др.-иран. *maga-, откуда идут авестийское maγa- «трещина в земле; пещера, яма», кл.-перс. maγ «глубина», maγāk «яма, ров», афг. mγāna- «пах» и пр. Подтверждением этой версии можно считать наличие в Дзомагском ущелье также селения Маг (осет. Магъ).

## География
Дзомаг находится в Дзомагском ущелье на берегу реки Дзомагдон притока Большой Лиахвы в исторической области Цалагом.
. На расстоянии 1 км северо западнее от села Средний Рук, на самой границе с РФ, а именно с Республикой Северная Осетия-Алания.

## Населенные пункты, кварталы
- Губата
- Дзугатикау или Дзугати кулдым, Верхний Дзомаг, Уаллагкау
- Касатикау
- Казата или Сомихгом
- Маг (Маги)
- Медойта
- Сагджинкурф
- Фазы (Фази) Дзомаг — главное селение Дзомагского ущелья[6].

## Известные уроженцы
- Джикаев Шамиль Фёдорович (1940―2011) — советский и российский осетинский учёный-филолог, поэт и общественный деятель.
- Джикаев Мурат Федорович (1947) - Заслуженный художник СОАССР (1989), Заслуженный художник РФ (1996), член СХР (1975), профессор (2004), автор герба РСО-Алания.
- Дзугаев Георгий Хасакоевич (1911―1985) — осетинский поэт, прозаик, переводчик, лауреат премии им. Коста Хетагурова (ЮО).

## Топографические карты
- Лист карты K-38-53 пер. Крестовый. Масштаб: 1 : 100 000. Состояние местности на 1987 год. Издание 1989 г.